# Stellasaurus
Stellasaurus (букв. «зоряний ящір», одночасно відсилання на форму оздоблення його голови і як вшанування пісні Девіда Бові «Starman») — рід цератопсових динозаврів, що існував у пізній крейді близько 75 млн років тому. Тип і єдиний вид — Stellasaurus ancellae. Проміжна еволюційна ланка між Styracosaurus і Einiosaurus.
Рештки неповного черепа знайдені в штаті Монтана, США. Деякий час їх відносили до Rubeosaurus ovatus.